# Juliette Labous
Juliette Labous (Roche-lez-Beaupré, 4 de noviembre de 1998) es una ciclista profesional francesa. Desde 2025 corre para el equipo francés FDJ-SUEZ de categoría UCI WorldTeam Femenino.

## Palmarés
2017
- 1 etapa del Tour de Feminin-O cenu Českého Švýcarska

2018
- 2.ª en el Campeonato de Francia Contrarreloj

2019
- Clasificación de las jóvenes del Giro de Italia Femenino

2020
- Campeonato de Francia Contrarreloj

2021
- 2.ª en el Campeonato de Francia Contrarreloj

2022
- Vuelta a Burgos Féminas
- 2.ª en el Campeonato de Francia Contrarreloj
- 1 etapa del Giro de Italia Femenino

2023
- 2.ª en el Giro de Italia Femenino

2024
- Campeonato de Francia en Ruta

2025
- 2.ª en el Campeonato de Francia Contrarreloj